# 南京中医药大学
南京中医药大学（英語：Nanjing University of Chinese Medicine），簡稱南中医，位在中华人民共和国江苏省南京市，是一所以中医学、中药学为优势和特色的高等医科院校，建校于1954年10月15日。前称为南京中医学院，1995年改称南京中医药大学。名列中国首批「双一流」建设高校。是海內外聞名的中醫藥院校，與廣州、上海、北京、成都四所中醫藥大學齊名。亦是中國大陸首5所的中醫藥院校其中一所。该校为江苏省人民政府与中华人民共和国教育部、国家中医药管理局共建高校，長期與世界衛生組織（WHO）傳統中心合作。首任校长承淡安，现任校长胡刚。

## 历史
南京中醫藥大學位處於華東江蘇南京，已有70年歷史。
在大躍進的形勢下，1958年中國大陸中央政府把教育管理權限下放到地方政府，適時江蘇省人民政府教育廳提出要建立百所大學，而所新建的學校是由一方面將老高校的系科分出獨立，另一方面將專科學校升格為本科或者直接創辦新校。在後來的調整時期，除了老高校分出的學校以外，其他新建的高等學校幾乎又全部停辦或降級。但是南京中醫進修學校則升格為南京中醫學院。是為全國首5所中醫藥大學（學院）中的一所。
- 1954年10月，南京中医学院成立。
- 1970年4月，南京中医学院和南京医学院合并成立江苏新医学院。
- 1978年3月，江苏新医学院撤销，恢复成立南京中医学院。
- 1995年2月，南京中医学院更名为南京中医药大学。
- 2002年，學校開辟了仙林校區並逐漸將教學主體搬遷往位於南京棲霞區的仙林大學城。
- 2020年，学校開辟了泰州新校区。

## 校訓
|  | 自信 敬业 |

在創校以來，南京中醫藥大學為中國高等中醫教育培養了第一批師資以及主持編寫了中國第一套中醫教材和中醫教學大綱，培養並誕生了中共建國後中國大陸中醫藥界最早的學部委員（院士），為中國現代中醫高等教育模式的確立和推廣做出了特別的重要貢獻，被譽為「中國高等中醫教育的搖籃」。
学校坐落于中國六朝古都南京，拥有仙林和汉中门两大校区。现有各类在校生20000余名，设有医学院·整合医学学院、中医学院·中西医结合学院、针灸推拿学院·养生康复学院、药学院、卫生经济管理学院、护理学院、人工智能与信息技术学院共7所直属学院，有33个本科专业，綜合涉及医、管、理、工、经、文等6个学科门类，初步形成了以中医药为主体、中西医结合、多学科为支撑协调发展的办学格局。

## 院系編制
南京中醫藥大學擁有7所學院、3所單位級學院。

### 直屬學院
1. 医学院·整合医学学院 B8 － 临床医学、生物技术、眼視光學、应用心理学
2. 中医学院·中西医结合学院 B14 － 中醫學、中西醫臨床醫學（中西醫結合）
3. 针灸推拿学院·养生康复学院 B15 － 康複治療學、 针灸推拿学、食品衛生與營養學
4. 药学院 B2 － 药学、中药學、中藥製藥
5. 卫生经济管理学院 B11 － 国际经济与贸易學、公共事业管理學（卫生事业管理）、藥事管理
6. 护理学院 B1 － 护理学
7. 人工智能与信息技术学院 B9 － 计算机科学与技术[6]

### 直屬單位
- 研究生院
- 國際教育學院（位於仙林校區）
  - 中醫學專業（只收港澳台、外國留學生）[6]
- 泰州校区

### 南京中醫藥大學圖書館
本校圖書館目前是全国中医药院校中首批唯一被中华人民共和国国务院及文化部命名的「全国古籍重点保护单位」，也是江苏省人民政府命名的「江苏省古籍重点保护单位」。同时亦是国家中医药管理局的中国中医药文献检索中心南京分中心。擁有古籍资源以明初刻本、明孤本、明稀见刻本、未刊稿本、珍贵抄本、日本、高丽早期刻本等为主。

## 现况
南京中医药大学现有国家重点学科3个，国家中医药管理局中医药重点学科33个。学校是全国首批博士学位、硕士学位授予单位，有中医学、中药学、中西医结合、护理学4个一级学科及中医1个专业学位博士学位授权点， 11个一级学科硕士学位及5个专业硕士学位授权点，3个博士后科研流动站。在全国第四轮学科评估中，中医学、中药学、中西医结合三个主干学科均进入A类。

### 學生
學生約超過20000人，來自全國各地，西至新疆、南至海南廣東、東至上海、北至黑龍江。而留学生則有1000多人，約佔全校學生人數5%，大部份來自香港、台灣、韓國，亦有來自歐洲、美國、日本等世界各地的對中醫學有興趣的學生前來就學。

### 教師
教職工超過1000人，有很多有名的國醫大師如周仲瑛、干祖望等的名醫是本校的指導教師。

### 文化傳統
本校為全國最早成立的5所中醫藥院校之一，常與北京中醫藥大學、上海中醫藥大學、成都中醫藥大學、廣州中醫藥大學比較。

## 校園環境
南京位於中國華東，曾是中國史上六朝古都，亦是現今唯一與北京共享「京」稱號的城市，南京是中國唯一不像大城市的一線城市，南京曾是中國南方的政治文化中心，但現今被鄰近的蘇州與上海奪去她的光輝、文化與經濟地位，但南京始終有着厚重的文化底蘊和豐富的歷史遺存，是中國首批國家歷史文化名城和全國重點風景旅遊城市。南京的歷史原因以及地理因素成為了中國重要的國家綜合性交通和通信樞紐城市、華東區域中心城市。
南京中醫藥大學现有两个校区，包括位于市中心的汉中門舊校区（漢中路282號）和位于仙林大学城的仙林新校区（仙林大道138號）。
南京中醫藥大學舊校區早於1954年已興建，然後逐漸擴建。而2002年開闢位於當時南京仍是新市區棲霞區中的仙林大學校的新校區。

### 漢中門校區
漢中門校區建於1954年，大樓以數字分棟，沒有明確分區。
- 校門有2号线漢中門站的站口，以及前往南京各處的各路線公交站。
- 校門對面不遠處有漢中門遺址，亦是南京大屠殺主要地點漢中門的地方。
- 國醫堂：本校名醫的駐診地點（現地點為舊圖書館現南中醫丰盛健康樓）。
- 改造舊樓：正在改造中医药健康产业园（與丰盛集团合作）。
- 學校側門：為萍聚村，是學校教師以前的宿舍，現在大多為老教師與本校留學生主要租住的小區，有小餐廳。
- 生活中心：上層為體育館，下層為食堂與生活超市。
- 體育操場：位於金杏樓與體育中心的中間，地底為人防工程。
- 學生宿舍：條件較差，主要供於大三下學期醫學生用於臨床見習和實習的學生使用，一房4人（男生）擁有獨立廁所。一房6人（女生），廁所則在走廊盡頭，洗澡則需到操場後面的浴室。
- 教學大樓：05幢與06幢，現在只剩下國際教育學院、高等職業技術學院、成人教育學院或給予江蘇省有關中醫藥行業的機構使用。
- 國醫大師：設有一幢為國醫大師周仲英工作的小樓。
- 保安維護：29幢為校衛隊工作室，30幢為漢中門郵件收發室。

### 仙林校區
開闢於2002年，新校區分為A、B、C、D、E五區。
- A區為行政區：行政大樓為A1。
- B區為教學區：B1－B15棟。
- C區為本地生宿舍：C1－C44棟。全部已於2012年加裝空調、令學生不用受南京火爐之苦。C區宿舍擁有1屋3小室的設計風格，1小室能容納4人、1屋能容納12人，1屋除3間睡房外，有獨立衛浴、大客廳、陽台。
- D區為生活區：包括一食堂、二食堂、菜鸟驿站等。
- E區為單身教師宿舍、研究生宿舍：2012年為了配合國際教育學院的遷入，將E2－E5改為留學生宿舍，而E6－E8則全是單身教師宿舍，E區宿舍擁有陽台、廚房、獨立衛浴。原本的研究生宿舍則搬往C區本地生宿舍。

新校區亦擁有更大更好的體育場所，包括造價逾1億人民幣的新建體育中心、兩個新大操場（包括新的西大球場與東操場）、新游泳館、兩個新籃球場、新網球場、新羽毛球埸。
仙林校區的敬文圖書館則由香港商人朱敬文的基金會捐贈而建成，新的圖書館比舊校區的圖書館藏書更多且面積更大，馆舍面积29800平方米，有纸质中外文图书、期刊65万册，其中古籍图书3000余种4万余册；电子图书79万册。

### 泰州校区
- 2020年新成立的校区，预计至2025年建成学生人数6000余人，占地1200余亩的校区。

### 學校賓館
- 學校擁有兩間三星級賓館，分別為位於市中心漢汉中门校区的金杏樓與仙林校区的杏苑賓館。

### 新建建築
- 唐仲英科技樓：於2011年建成，用作江苏省中医药研究与新药创制中心[8]。
- 丰盛健康樓（B15教學樓）：是學校新的教學大樓，於2011年開始興建，2012年建成並使用。目前擁有學校最好的教學環境和設備，亦作為第二臨床學院的本部大樓[9]。
- 國際教育學院本部大樓與江蘇省中醫藥博物館大樓修建完成。

## 附屬醫院
作為一所醫學大學，南京中醫藥大學的附屬醫院超過35所，分佈於整個江蘇省內。除了省內的中醫院，部分中西醫院以及西醫院中的中醫門診亦屬本校。

### 南京
- 第一附属医院（江苏省中医院）
- 第二附属医院（江苏省第二中医院）
- 第三附属医院（南京市中医院）
- 中西医结合临床医学院（南京市鼓楼医院）
- 附属中西医结合医院（江苏省中西医结合医院）
- 附属南京八一医院（中国人民解放军第八一医院）

### 苏州
- 苏州附属医院（苏州市中医院）
- 昆山附属医院（昆山市中医医院）
- 张家港附属医院（张家港市中医院）
- 常熟附属医院（常熟市中医院）

### 无锡
- 无锡附属医院（无锡市中医院）
- 中西医结合临床医学院（无锡市第三人民医院）
- 江阴附属医院（江阴市中医院）

### 常州
- 常州附属医院（常州市中医院）
- 武进附属医院（常州市武进中医院）

### 徐州
- 徐州附属医院（徐州市中医院）
- 中西医结合临床医学院（徐州市中心医院）

### 南通
- 南通附属医院（南通市中医院）
- 中西医结合临床医学院（南通市第三人民医院）

### 连云港
- 连云港附属医院（连云港市中医院）
- 中西医结合临床医学院（连云港市第一人民医院）

### 泰州
- 泰州附属医院（泰州市中医院）
- 姜堰附属医院（泰州市姜堰中医院）

### 江蘇省其他城市及外省
- 盐城附属医院（盐城市中医院）
- 扬州附属医院（扬州市中医院）
- 镇江附属医院（镇江市中医院）
- 宿迁附属医院（宿迁市中医院）
- 附属河北以岭医院（河北以岭医院）

## 日後發展
- 南京中医药大学受江苏省人民政府所托於仙林校區內筹建江苏省中医药博物馆，于2014年10月建成並啟用[11]。
- 南京中醫藥大學國際教育學院位於仙林校區的大樓已建成並使用（完成汉中门老校区搬迁，教学功能全部移至仙林校区）。

## 畢業校友
- 吴以岭
- 仝小林
- 肖伟
- 陳光誠
- 郎永淳